# Серхио Каналес
Серхио Каналес Мадразо (роден на 28 август 1989 в Сантандер, Кантабрия) е испански футболист, играе като атакуващ полузащитник и се състезава за мексиканския Монтерей.

## Клубна кариера

### Расинг Сантандер
Серхио е роден в град Сантандер и още като малък влиза в юношеските структури на местния Расинг Сантандер. През 2006 г. Депортиво Ла Коруня купува 50 процента от правата на Каналес, а в сделката участват още Педро Мунитис, Дуду Ауате и Антонио Томас.
на 18 септември 2008 г. Каналес дебютира за първия отбор на Расинг в мач от турнира Лига Европа при домакинската победа над финландския ФК Хонка. Две седмици по-късно дебютира и в Примера дивисион срещу Осасуна. И двата мача завършват при резултат 1 – 0 за Расинг.
Постепенно Каналес започва да получава повече шанс за изява и на 6 декември 2009 г. вкарва два гола при победата като гост с 4 – 0 над Еспаньол. На 9 януари 2010 г. вкарва нови два гола при победата като гост с 2 – 1 над Севиля. Седмица по-късно Каналес отбелязва единствения гол за отбора си при домакинското равенство с Реал Валядолид. Първият си пълен сезон в първия състав завършва с четири асистенции и шест гола, помагайки на Расинг Сантандер да се спаси от изпадане.

### Реал Мадрид
На 12 февруари 2010 г. Реал Мадрид заявяват, че са подписали 6-годишен договор с Каналес и ще влезе в сила от 1 юли 2010 г. Сумата по трансфера е около 4.5 милиона евро плюс бонуси.
На 4 август 2010 г. Каналес изиграва първия си мач за Реал, отбелязвайки гол при победата с 3 – 2 в контрола срещу мексиканския Клуб Америка. Първият си официален мач за Реал изиграва на 29 август при нулевото равенство срещу Майорка.

### Валенсия
На 31 юли 2011 г. Каналес преминава под наем във Валенсия за два сезона. Сумата по наема е по милион за всеки сезон.
На 1 октомври 2011 г. Каналес отбелязва първия си гол за новия си клуб. Той идва при победата с 1 – 0 в домакински мач срещу Гранада. Месец по-късно се контузва в мач срещу Атлетик Билбао. По-късно става ясно, че контузията е тежка и ще се наложи да отсъства от терените най-малко шест месеца.
На 26 април 2012 г., в полуфинала за Лига Европа срещу Атлетико Мадрид, се контузва отново и ще отсъства от игра нови шест месеца. Това е едва петият мач на Каналес след завъщането от старата контузия.
На 19 юли 2012 г. Каналес е привлечен за постоянно от Валенсия, заедно със съотборника си в Реал Фернандо Гаго. Реал Мадрид запазва правото да закуши обратно Каналес в следващите два сезона.

## Национален отбор
През 2008 г. Каналес е част от отбора на Испания до 17 години, който печели Европейското първенство за тази възраст в Турция. На 19 години прави дебюта си за испания до 21 години, вкарвайки два гола в първите два мача.
Каналес е повикан в състава на Испания до 20 години за Световното първенство до 20 години. Изиграва пет мача, в три от които е титуляр, преди отбора му да загуби на дузпи на четвъртфиналите.

## Отличия

### Клубни

#### Реал Мадрид
- Купа на краля: 2010/11

### Национални

#### Испания до 17 години
- Европейско първенство до 17 години: 2008